# Challenger de Burdeos 2022
El torneo BNP Paribas Primrose Bordeaux 2022 fue un torneo de tenis perteneciente al ATP Challenger Tour 2022 en la categoría Challenger 125. Se trató de la 13.ª edición, el torneo tuvo lugar en la ciudad de Burdeos (Francia), desde el 9 hasta el 15 de mayo de 2022 sobre pista de tierra batida al aire libre.

## Jugadores participantes del cuadro de individuales
| Favorito | País               | Jugador             | Rank1 | Posición en el torneo |
| -------- | ------------------ | ------------------- | ----- | --------------------- |
| 1        | Bandera de Francia | Hugo Gaston         | 68    | Primera ronda         |
| 2        | Bandera de Francia | Benjamin Bonzi      | 70    | Cuartos de final      |
| 3        | Bandera de Francia | Richard Gasquet     | 76    | Primera ronda         |
| 4        | Bandera de España  | Carlos Taberner     | 89    | Segunda ronda         |
| 5        | Bandera de España  | Jaume Munar         | 98    | Cuartos de final      |
| 6        | Bandera de Francia | Quentin Halys       | 101   | FINAL                 |
| 7        | Bandera de Brasil  | Thiago Monteiro     | 103   | Primera ronda         |
| 8        | Bandera de Perú    | Juan Pablo Varillas | 104   | Baja                  |

- 1 Se ha tomado en cuenta el ranking del 2 de mayo de 2022.

### Otros participantes
Los siguientes jugadores recibieron una invitación (wild card), por lo tanto ingresan directamente al cuadro principal (WC):
- Arthur Fils
- Hugo Grenier
- Lucas Pouille

Los siguientes jugadores ingresan al cuadro principal tras disputar el cuadro clasificatorio (Q):
- Elliot Benchetrit
- Martín Cuevas
- Calvin Hemery
- João Menezes
- Andrea Pellegrino
- Pedro Sousa

## Campeones

### Individual Masculino
- Alexei Popyrin derrotó en la final a  Quentin Halys, 2–6, 7–6(5), 7–6(4).

### Dobles Masculino
- Rafael Matos /  David Vega Hernández derrotaron en la final a  Hugo Nys /  Jan Zieliński, 6–4, 6–0